# Известия Петербургской городской думы
«Изве́стия Петербу́ргской городско́й ду́мы» — официальный печатный орган Санкт-Петербургской городской думы.

## История
Журнал «Известия Петербургской городской думы» выходил в Санкт-Петербурге с 1863 по 1917 год. Сначала выпускался нерегулярно, с 1884 года еженедельно, с 1917 года ежемесячно. Всего до 1917 года вышло 204 тома.
В «Официальной части» публиковались правительственные распоряжения, касавшиеся петербургского городского общественного управления. В «Неофициальной части» помещались статьи по вопросам городского благоустройства, о состоянии самоуправления в европейских городах, обзоры деятельности провинциальных городских дум. Большое место занимал отдел «Петербургская городская хроника». В журнале печатались также библиография и корреспонденции. Журнал приветствовал Февральскую буржуазно-демократическую революцию 1917, выступал за войну «до победного конца».